# 14114 Randyray
A 14114 Randyray (ideiglenes jelöléssel 1998 QE35) a Naprendszer kisbolygóövében található aszteroida. A LINEAR projekt keretében fedezték fel 1998. augusztus 17-én.